# 新莊站 (新北市)
25°02′11″N 121°27′12″E / 25.0363538°N 121.4533504°E
新莊站位於新北市新莊區，為台北捷運中和新蘆線（新莊線）的捷運車站。

## 車站概要
車站位於中正路興漢里與榮和里、立人里交界處，中華路口與大觀街口一帶。車站編號為O18。

## 車站構造
地下二層車站，一個島式月台，兩個出入口。

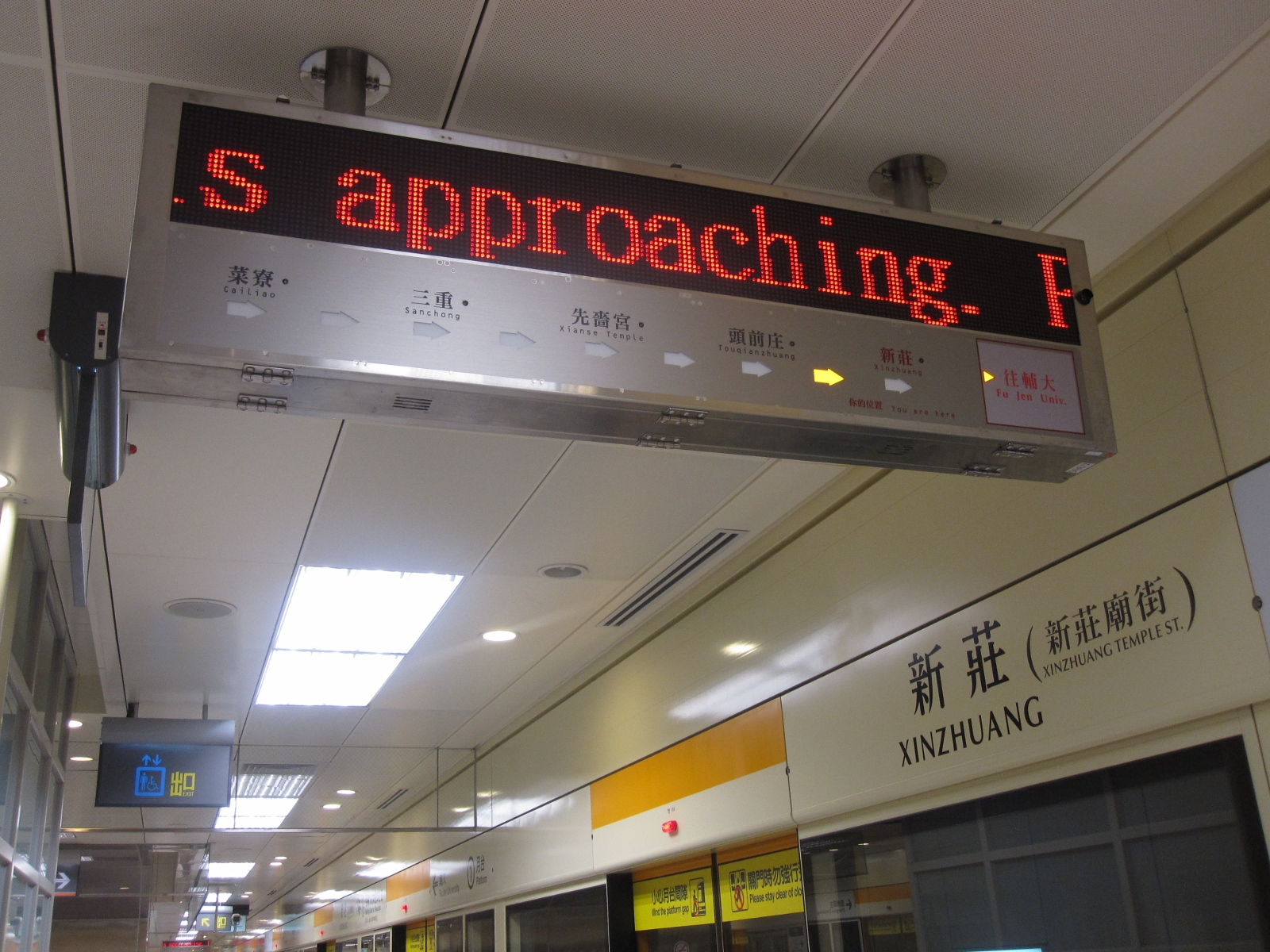
月台資訊顯示看板
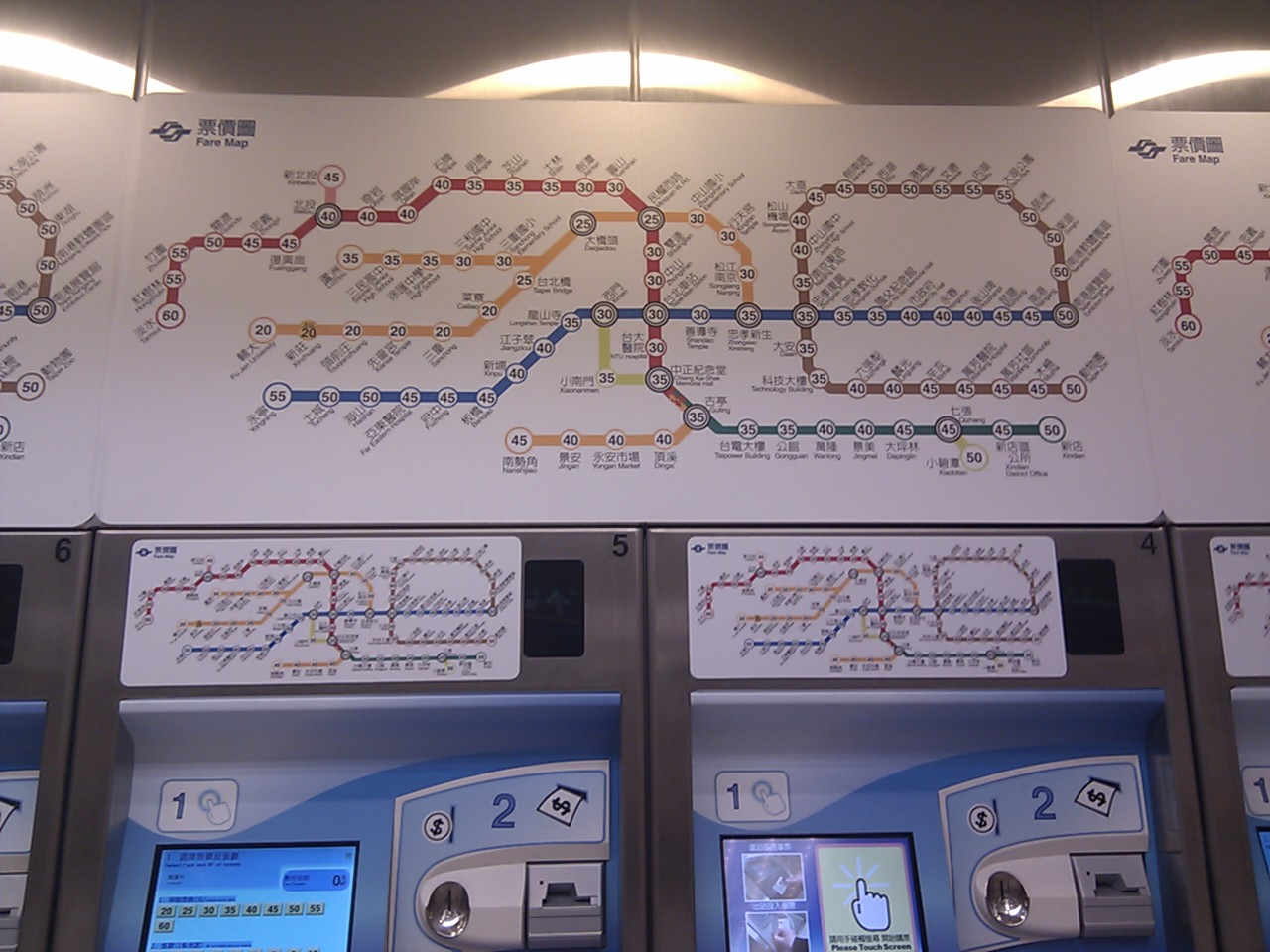
站內自動售票機票價表

### 車站樓層
| 地面      | 出入口             | 出入口                                                          |
| 地下 一樓 | 大廳層             | 車站大廳、詢問處、自動售票機、驗票閘門 洗手間（付費區內外均有） |
| 地下 一樓 | 大廳層             |                                                                 |
| 地下 二樓 | 一月台             | ← 中和新蘆線 往迴龍方向（O19 輔大站）                           |
| 地下 二樓 | 島式月台，左側開門 |                                                                 |
| 地下 二樓 | 二月台             | 中和新蘆線 往南勢角方向（O17 頭前站）→                          |

### 車站出口
出口1位於北側，出口2位於南側，兩個出入口均有無障礙電梯。

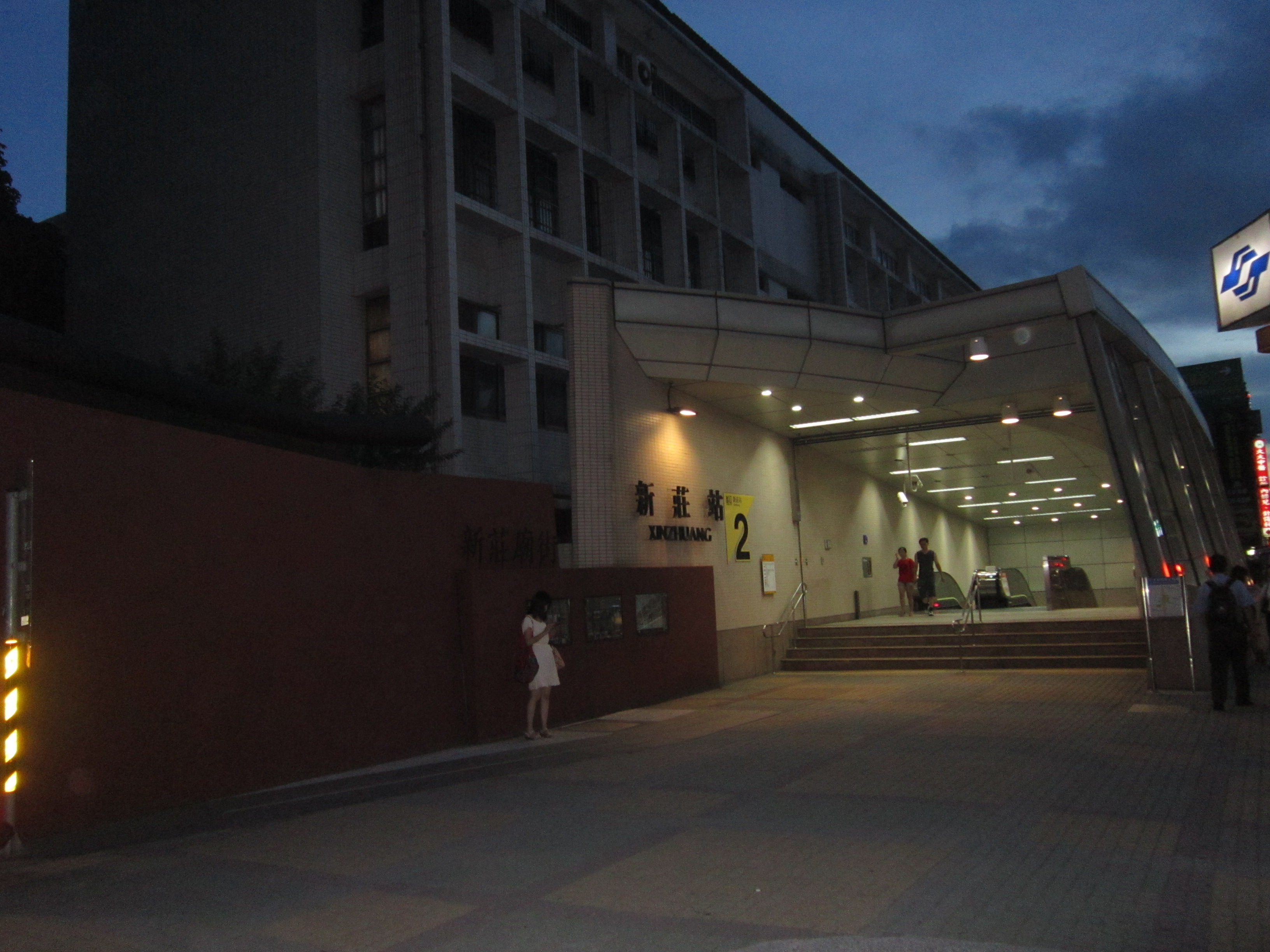
位於新莊國中圍牆旁的二號出口

| 出入口                          | 圖片 | 位置                     |
| ------------------------------- | ---- | ------------------------ |
| 出入口1 · 設有電梯 · 設有手扶梯 |      | 新莊區衛生所、中華路一段 |
| 出入口2 · 設有電梯 · 設有手扶梯 |      | 新莊國中、中正路         |
| 註： 設有電梯 \| 設有手扶梯     |      |                          |

- 位於新莊國中圍牆旁的二號出口

## 歷史
在1893年11月30日，全臺鐵路商務總局設立海山口火車碼頭。當時位置約位於現海山里（新莊國小校前），在1901年8月25日廢站（p. 頁77）。

### 台北捷運
2012年1月5日，新莊線新莊站隨著新莊線「輔大－大橋頭」段正式通車而啟用（p. 230）。2013年6月29日，新莊線全線通車至迴龍站（p. 230）。2019年3月31日，台北捷運運量第100億人次的旅客於上午11時35分28秒在新莊站出站。

## 利用狀況
根據2024年12月資料，本站每日旅運量約為22,224，在台北捷運各站中排行第77名。

| 年   | 年間      | 年間      | 年間      | 年間   | 1日平均 | 1日平均 |
| 年   | 上車      | 下車      | 上下車計  | 來源   | 上車    | 上下車  |
| ---- | --------- | --------- | --------- | ------ | ------- | ------- |
| 2012 | 2,623,071 | 2,846,487 | 5,469,558 | [ 10 ] | 7,246   | 15,109  |
| 2013 | 2,974,489 | 3,211,435 | 6,185,924 | [ 10 ] | 8,149   | 16,948  |
| 2014 | 3,363,616 | 3,622,073 | 6,985,689 | [ 10 ] | 9,215   | 19,139  |
| 2015 | 3,687,844 | 3,981,735 | 7,669,579 | [ 10 ] | 10,104  | 21,013  |
| 2016 | 3,785,785 | 4,105,744 | 7,891,529 | [ 10 ] | 10,344  | 21,562  |
| 2017 | 3,719,696 | 4,029,975 | 7,749,671 | [ 10 ] | 10,191  | 21,232  |
| 2018 | 3,762,970 | 4,069,969 | 7,832,939 | [ 10 ] | 10,310  | 21,460  |
| 2019 | 3,813,387 | 4,075,882 | 7,889,269 | [ 10 ] | 10,448  | 21,614  |
| 2020 | 3,491,106 | 3,664,093 | 7,155,199 | [ 10 ] | 9,539   | 19,550  |

| 年       | 年間   | 年間   | 年間   | 年間   | 1日平均 | 1日平均 |
| 年       | 上車   | 下車   | 上下車 | 來源   | 上車    | 上下車  |
| -------- | ------ | ------ | ------ | ------ | ------- | ------- |
| 沒資料   |        |        |        |        |         |         |
| 1897年度 | 10,416 | 6,147  | 16,563 | [ 11 ] | 29      | 45      |
| 1898年度 | 10,706 | 7,226  | 17,932 | [ 12 ] | 29      | 49      |
| 1899年度 | 11,864 | 9,987  | 21,851 | [ 13 ] | 32      | 60      |
| 1900年度 | 13,228 | 10,143 | 23,371 | [ 14 ] | 36      | 64      |
| 1901年度 | -      | -      | -      | [ 15 ] | -       | -       |

## 公共藝術
本站位於穿堂層設有公共藝術「編織夢」。

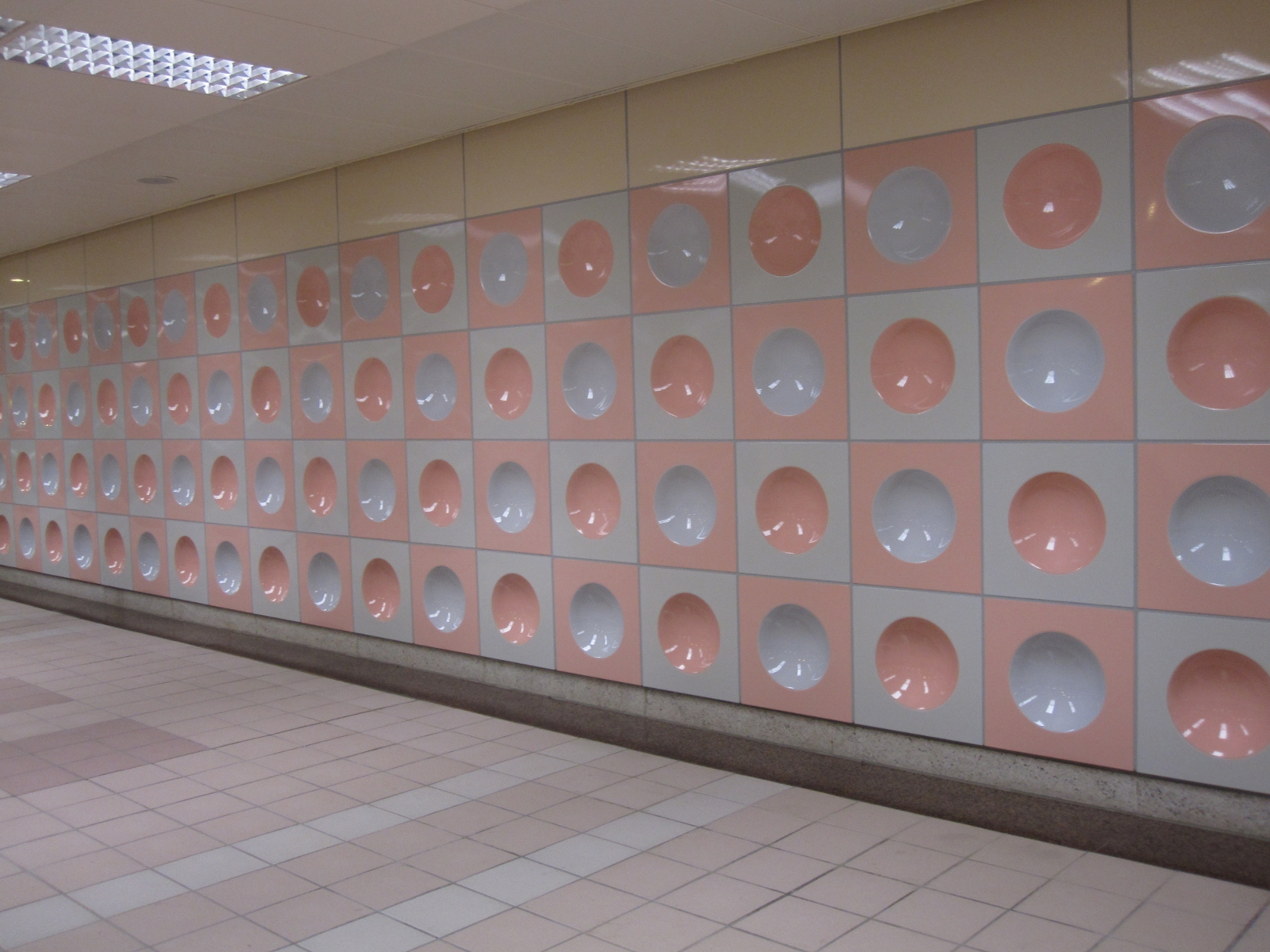
穿堂層公共藝術
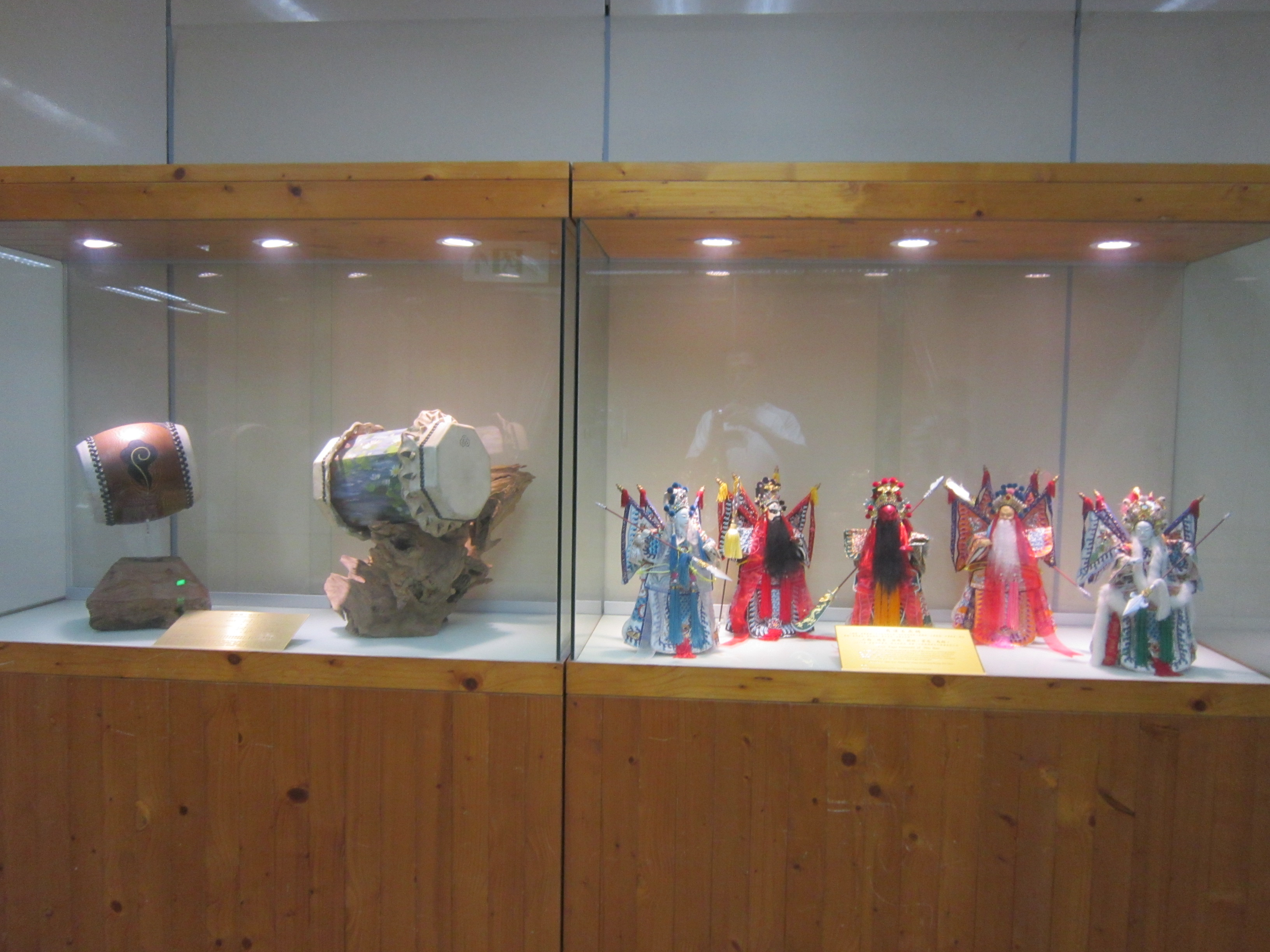
捷運新莊站往一號出口走廊上展示的偶戲及鼓
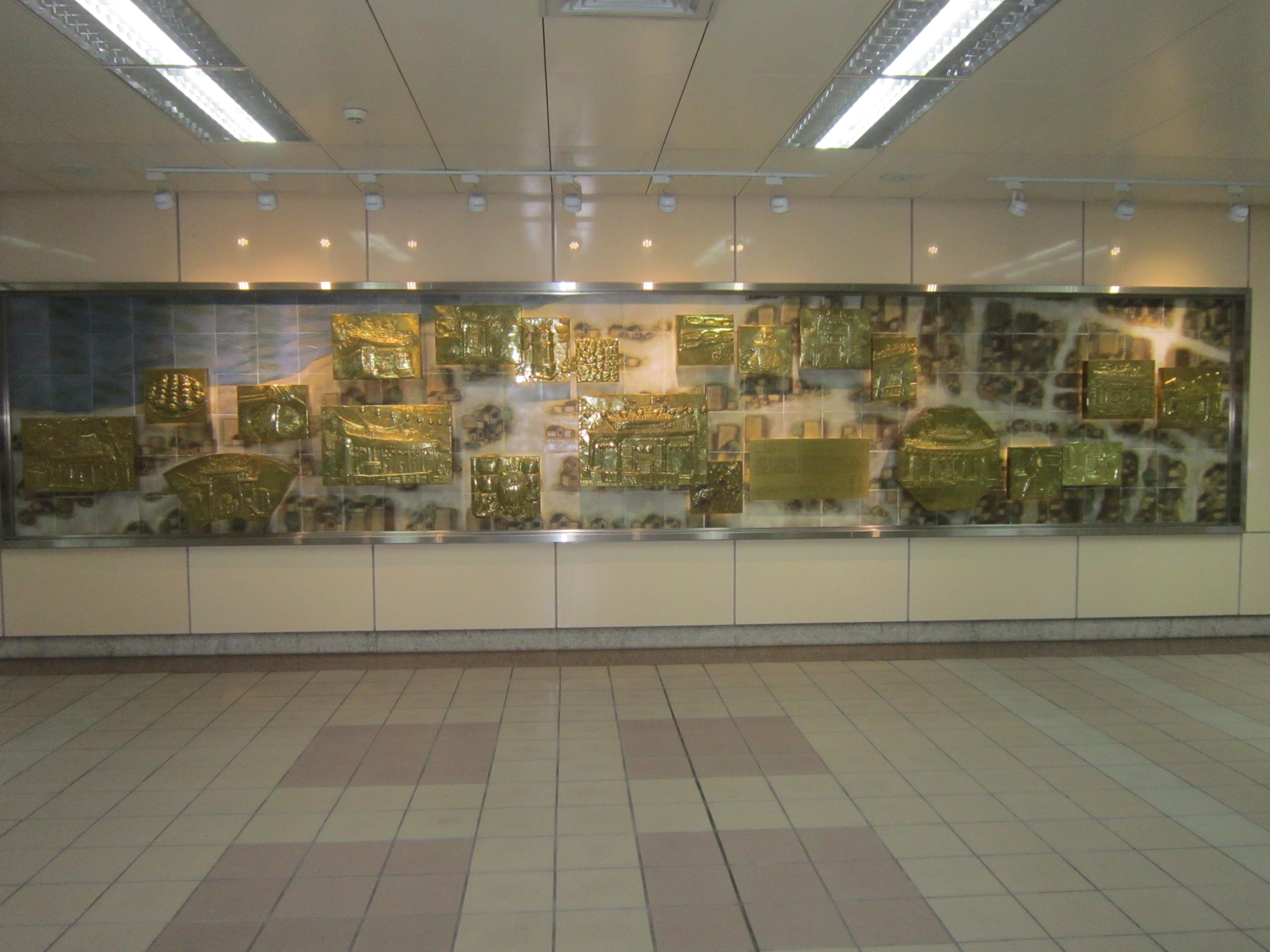
捷運新莊站穿堂層公共藝術(作品名稱：廟街風華，百年再現；作者：林文昌、劉江霖)

## 車站周邊
- 新莊區公所
- 新莊區圖書館
- 新北市政府警察局新莊分局
- 新莊區戶政事務所
- 新莊區地政事務所
- 新莊區衛生所
- 新莊福德祠
- 新莊廣福宮
- 新莊慈祐宮
- 新莊慈惠堂
- 新莊武聖廟
- 新莊全安宮
- 新莊文昌祠
- 新北市公共自行車租賃系統
  - 捷運新莊站(1號出口)
  - 捷運新莊站(2號出口)
- 新莊國民運動中心
- 新北市新莊區新莊國民小學
- 新北市立新莊國民中學
- 新海橋

## 公車資訊
本站鄰近有「捷運新莊站(新莊郵局)」、「捷運新莊站」、「捷運新莊站（地政事務所）」三站牌。
| 編號      | 經營業者           | 區間                               | 備註                                                                             |
| --------- | ------------------ | ---------------------------------- | -------------------------------------------------------------------------------- |
| 111       | 三重客運           | 新莊－陽明山第二停車場             | 例假日行駛。                                                                     |
| 235       | 首都客運           | 新莊－國父紀念館                   |                                                                                  |
| 257       | 大有巴士           | 新莊聯合辦公大樓－南港花園社區     |                                                                                  |
| 513       | 三重客運           | 捷運輔大站－捷運台大醫院站         |                                                                                  |
| 635       | 三重客運           | 迴龍－台北                         | 屬於新北市區公車。                                                               |
| 636       | 三重客運           | 迴龍－捷運中山站                   | 屬於新北市區公車。                                                               |
| 637       | 三重客運           | 五股－台北                         | 屬於新北市區公車。                                                               |
| 638       | 三重客運           | 五股－捷運南京復興站               | 屬於新北市區公車。                                                               |
| 639       | 三重客運           | 樹林－北門                         | 屬於新北市區公車。                                                               |
| 663       | 首都客運           | 新莊－國父紀念館                   |                                                                                  |
| 758       | 指南客運           | 五股－麟光                         | 原1503。 經信義路。 例假日停駛。                                                 |
| 783       | 三重客運           | 五股－台北                         | 屬於新北市區公車。有停靠捷運新莊站。                                             |
| 786       | 三重客運           | 公西－板橋                         | 屬於新北市區公車，有停靠「捷運新莊站」。                                         |
| 786區間車 | 三重客運           | 公西－捷運新莊站                   | 屬於新北市區公車。                                                               |
| 797       | 指南客運           | 五股－台北                         | 屬於新北市區公車。                                                               |
| 799       | 指南客運           | 樹林－台北                         | 經大安路。 屬於新北市區公車。                                                    |
| 801       | 指南客運           | 五股－松山機場                     | 直行五股成泰路、泰山明志路。 屬於新北市區公車。                                  |
| 802       | 首都客運           | 三峽－捷運新埔站                   | 屬於新北市區公車。返程單向停靠「捷運新莊站」。                                   |
| 802 區間  | 首都客運           | 新莊－捷運新埔站                   | 屬於新北市區公車。返程單向停靠「捷運新莊站」。                                   |
| 810       | 三重客運           | 土城－迴龍                         | 屬於新北市區公車。有停靠「捷運新莊站」。                                         |
| 842       | 首都客運           | 新莊－捷運新埔站                   | 行經新莊區建福路。 屬於新北市區公車。                                            |
| 885       | 首都客運           | 三峽－捷運新埔站                   | 屬於新北市區公車。                                                               |
| 960       | 三重客運           | 捷運新莊副都心站－捷運新莊站       | 屬於新北市區公車。停靠「捷運新莊站（地政事務所）」、「捷運新莊站（新莊郵局）」。 |
| 藍2       | 首都客運           | 新莊－捷運臺大醫院站               | 屬於新北市區公車。                                                               |
| 橘21      | 三重客運           | 迴龍－新北產業園區                 | 屬於新北市區公車。返程單向停靠「捷運新莊站」。                                   |
| 橘22      | 三重客運           | 瓊林－捷運新莊站                   | 屬於新北市區公車。返程單向停靠「捷運新莊站」。                                   |
| F202      | 大洋通運           | 文藝中心－新莊高中                 | 屬於新北市區免費公車。                                                           |
| F208      | 三重客運           | 捷運新莊站－行政院新莊聯合辦公大樓 | 屬於新北市區免費公車。                                                           |
| F208 中港 | 三重客運           | 捷運新莊站－中港大排願景館         | 屬於新北市區免費公車。                                                           |
| 1803      | 國光客運           | 基隆－中壢                         | 屬於國道客運。有停靠「捷運新莊站」。                                             |
| 5009      | 桃園客運、三重客運 | 桃園－新莊                         | 屬於桃園市公車。                                                                 |

## 腳註

### 來源資料
1. 1 2  . 臺北大眾捷運股份有限公司. 2021-01-15.
2. ↑  捷運車站建築設計後續路網 新莊線-縣轄段各車站透視圖說明（页面存档备份，存于）
3. 1 2  李永昌.  (PDF). 臺灣鐵路管理局. 2017年4月: 頁76  [2020-01-05]. ISBN 978-986-05-1933-4. 原始内容存档于2018-08-31.
4. ↑  桃園縣政府. . 桃園縣政府. 2010年9月: 頁8  [2020-01-05]. ISBN 9789860243697. （原始内容存档于2020-04-05）. 國家圖書館
5. ↑  （日語）台灣總督府. . 大藏省印刷局. 1901-08-31: 頁458  [2020-01-05]. （原始内容存档于2020-04-05）. 明治三十四年八月二十四日限リ淡水橋桃仔園間鐵道運輸營業ヲ廢止ス 國立國會圖書館
6. 1 2  徐榮崇. . 臺北市文獻委員會. 2015年12月  [2020-01-05]. ISBN 9789860469875. （原始内容存档于2020-12-07）.
7. ↑  台北大眾捷運股份有限公司 ─ 郝龍斌、朱立倫共同宣布捷運新莊線大橋頭站至輔大站將於元月5日正式通車，並比照蘆洲線模式，實施1個月的試乘優惠措施.臺北大眾捷運股份有限公司.2012-01-03 的存檔，存档日期2012-01-08.
8. ↑  新莊線 5日下午2時通車 （页面存档备份，存于）.中央社即時新聞.2012-01-02
9. ↑  . 臺北大眾捷運股份有限公司. 新聞稿.   [2019-03-31]. （原始内容存档于2019-03-31）.
10. ↑  臺北捷運公司. . 2021-02-04  [2021-02-09]. （原始内容存档于2020-11-28）. 臺北市統計資料庫查詢系統
11. ↑  . . 臺灣總督府 第1回(明治30年) (國立臺灣大學 臺灣法實證研究資料庫). 1899年: 頁194  [2022-01-12]. （原始内容存档于2019-07-18）.
12. ↑  . . 臺灣總督府民生部文書課 第1-2回(明治30-31年) (國立國會圖書館 數位典藏). 1899年: 頁326  [2022-01-12]. （原始内容存档于2022-02-12）.
13. ↑  . . 臺灣總督府民生部文書課 第3回(明治32年) (國立國會圖書館 數位典藏). 1901年: 頁465  [2022-01-12]. （原始内容存档于2022-02-12）.
14. ↑  . . 臺灣總督府總督官房文書課 第4回(明治33年) (國立國會圖書館 數位典藏). 1902年: 頁525–527  [2022-01-12]. （原始内容存档于2022-02-12）.
15. ↑  . . 臺灣總督府總督官房文書課 第5回(明治34年) (國立國會圖書館 數位典藏). 1903年: 頁624–625  [2022-01-12]. （原始内容存档于2022-02-12）.
16. ↑  . 臺北市政府捷運工程局.   [2023-11-28].[]

## 外部連結
- 臺北大眾捷運股份有限公司 （页面存档备份，存于）
- 臺北市政府捷運工程局 （页面存档备份，存于）
- 新莊站位置圖（台北捷運公司） （页面存档备份，存于）
- 新莊站車站剖面相關位置圖（台北捷運公司） （页面存档备份，存于）